# Sical gros
El sical gros (Sicalis auriventris) és un ocell de la família dels tràupids (Thraupidae).

## Hàbitat i distribució
Habita vessants obertes als Andes, del nord i centre de Xile i oest dr l'Argentina central. En hivern baixa de nivell.